# Jana Stejskalová
Jana Stejskalová (Olomouc, 29 dicembre 1975) è un'ex cestista ceca.

## Carriera
Con la Rep. Ceca ha disputato i Campionati europei del 2001.